# Мил
Мил (англ. mil, сокр. от mille «тысячная доля») — единица измерения расстояния в английской системе мер, равная 0,001 (1⁄1000) дюйма. Используется в электронике, а также для измерения диаметра тонкой проволоки, зазоров или толщины тонких листов.
Изначально одна тысячная дюйма в английском языке обозначалась как «тоу» (thou, /ˈθaʊ/, для единственного и для множественного числа), что являлось простым сокращением слова «тысячная» (thousandth). Позже в Северной Америке появился вариант мил (mil, множественное число — mils), что поначалу приводило к путанице, так как в то время ровно так же обозначался миллиметр. В XXI веке в США обозначение mil продолжает использоваться и для тысячных долей дюйма, и для миллиметров, прочтение в этих случаях зависит от контекста и отрасли применения, в каждой из которых есть своя предпочитаемая величина.
1 мил = 1⁄1000 дюйма = 0,0254 мм = 25,4 мкм.
1 мм ≈ 39,4 мил.

## История
Введение этой единицы приписывают Джозефу Уитворту, который в 1857 году писал:
...вместо того, чтобы думать в восьмых, шестнадцатых и тридцать вторых долях дюйма, наши инженеры и машинисты должны думать и говорить в десятых, сотых и тысячных [долях дюйма]...Оригинальный текст (англ.)...instead of our engineers and machinists thinking in eighths, sixteenths and thirty-seconds of an inch, it is desirable that they should think and speak in tenths, hundredths, and thousandths...

## Применение
Мил используется в промышленности и инженерном деле, а также в других отраслях, требующих измерения малых величин. В милах измеряются диаметр ниток, толщина слоя краски, толщина хирургических перчаток, различных волокон. Например, большинство пластиковых карт имеют толщину 30 мил (0,76 мм). При измерении толщины листа бумаги или плёнки тысячные доли дюйма называют «точки» (points, pt), что вносит возможность для ещё одной путаницы, так как в типографском деле единица измерения «точка» имеет несколько определений, основные из которых — 1⁄100 дюйма и 1⁄72 дюйма.
В машиностроении в милах измеряют допуски размеров, толщину прокладки или снимаемого слоя металла при точной подгонке, зазоры в свечах зажигания, допустимые отклонения размеров в гидроцилиндрах. Типичное расстояние между пинами микросхем равно 100 мил.
Скорость распространения коррозии в материале измеряют в милах в год.
Круговой мил используется как единица площади сечения в системе американского калибра проводов (AWG), он равен площади круга с диаметром в 1 мил.

## Десятки
В машиностроении и метрологии, где мил является основной единицей, десятые доли мила (англ. tenths), или просто «десятки», упоминаются без дополнительного уточнения и широко используются при изготовлении концевых мер длины и измерительных калибров.
При дальнейшем увеличении точности иногда применяются миллионные доли дюйма, не имеющие устоявшегося названия, или осуществляется перевод в микрометры и далее в нанометры и пикометры.